# Phyllotreta
Phyllotreta là một chi bọ cánh cứng trong họ Chrysomelidae.
Chi này được miêu tả khoa học năm 1837 bởi Chevrolat.

## Các loài
Các loài trong chi này gồm:
- Phyllotreta acutecarinata Heikertinger, 1941
- Phyllotreta andreevae Lopatin in Konstantinov & Lopatin, 1992
- Phyllotreta annae Konstantinov in Konstantinov & Lopatin, 1992
- Phyllotreta aptera Wang, 1992
- Phyllotreta arcuata Smith, 1985
- Phyllotreta armoraciae Koch, 1803
- Phyllotreta astrachanica Lopatin, 1977
- Phyllotreta asturica Heikertinger, 1941
- Phyllotreta atra Fabricius, 1775
- Phyllotreta attenuata Smith, 1985
- Phyllotreta austriaca Heikertinger, 1909
- Phyllotreta balcanica Heikertinger, 1909
- Phyllotreta bisinuata Smith, 1985
- Phyllotreta bolognai Biondi, 1992
- Phyllotreta buchtarmensis Lopatin, 1990
- Phyllotreta buettikeri Doguet, 1979
- Phyllotreta buhseae Yablokov-Khnzoryan, 1978
- Phyllotreta bulgarica Gruev, 1977
- Phyllotreta chotanica Basu, Bhaumik & Sengupta, 1981
- Phyllotreta christinae Heikertinger, 1941
- Phyllotreta cleomica Furth, 1979
- Phyllotreta coiffaiti Doguet, 1979
- Phyllotreta consobrina Curtis, 1837
- Phyllotreta constricta Smith, 1985
- Phyllotreta corrugata Reiche, 1858
- Phyllotreta crassicornis Allard, 1866
- Phyllotreta cruciferae Goeze, 1777
- Phyllotreta cruralis Abeille, 1895
- Phyllotreta dacica Heikertinger, 1941
- Phyllotreta diademata Foudras, 1860
- Phyllotreta dilatata C. G. Thomson, 1866
- Phyllotreta distincta Monnot, 1914
- Phyllotreta dolichophalla Smith, 1985
- Phyllotreta egridirensis Gruev & Kasap, 1985
- Phyllotreta emarginata Smith, 1985
- Phyllotreta erysimi Weise, 1900
- Phyllotreta exclamationis Thunberg, 1784
- Phyllotreta ezoensis Kimoto, 1993
- Phyllotreta fallaciosa Heikertinger, 1941
- Phyllotreta flavoguttata Kutschera, 1860
- Phyllotreta flexuosa Illiger, 1794
- Phyllotreta fornuseki Cizek, 2003
- Phyllotreta foudrasi Brisout, 1873
- Phyllotreta furthi Doguet, 1985
- Phyllotreta gallica Brisout, 1891
- Phyllotreta ganglbaueri Heikertinger, 1909
- Phyllotreta gillerforsi Biondi, 1991
- Phyllotreta gillerforsi Biondi, 1991
- Phyllotreta gloriae Biondi, 1994
- Phyllotreta gloriae Biondi, 1994
- Phyllotreta hemipoda Abeille, 1909
- Phyllotreta hermonensis Furth, 1979
- Phyllotreta hispanica Pic, 1903
- Phyllotreta hochetlingeri Fleischer, 1917
- Phyllotreta iberica Heikertinger, 1911
- Phyllotreta ispartaensis Gok, 2005
- Phyllotreta judaea Pic, 1901
- Phyllotreta konevi Lopatin & Kulenova, 1985
- Phyllotreta krali Lopatin, 1990
- Phyllotreta lacerta Heikertinger, 1941
- Phyllotreta lankana Medvedev, 2004
- Phyllotreta lativittata Kutschera, 1860
- Phyllotreta lijiangana Wang, 1992
- Phyllotreta lopatini Konstantinov in Konstantinov & Lopatin, 1992
- Phyllotreta lubischevi Lopatin in Konstantinov & Lopatin, 1992
- Phyllotreta melichari Heikertinger, 1941
- Phyllotreta mollis Konstantinov in Konstantinov & Lopatin, 1992
- Phyllotreta mongolica Medvedev, 1980
- Phyllotreta nemorum Linnaeus, 1758
- Phyllotreta nigripes Fabricius, 1775
- Phyllotreta nigritula Medvedev, 2001
- Phyllotreta nitidicollis Weise, 1888
- Phyllotreta nodicornis Marsham, 1802
- Phyllotreta ochripes Curtis, 1837
- Phyllotreta ogloblini Shapiro, 1960
- Phyllotreta oltuensis Gruev & Aslan, 1998
- Phyllotreta ozbeki Gruev & Aslan, 1998
- Phyllotreta pallidipennis Reitter, 1891
- Phyllotreta parallela Boieldieu, 1859
- Phyllotreta pontaegeica Gruev, 1982
- Phyllotreta pontoaegeica Gruev, 1982
- Phyllotreta praticola Weise, 1887
- Phyllotreta procera Redtenbacher, 1849
- Phyllotreta pseudoexclamationis Konstantinov in Konstantinov & Lopatin, 1992
- Phyllotreta punctulata Marsham, 1802
- Phyllotreta ramosoides Smith, 1985
- Phyllotreta randoniae Peyerimhoff, 1920
- Phyllotreta rapillyi Doguet, 1985
- Phyllotreta reitteri Heikertinger, 1911
- Phyllotreta rufitarsis Allard, 1859
- Phyllotreta rugifrons Küster, 1849
- Phyllotreta scheuchi Heikertinger, 1941
- Phyllotreta spatulata Smith, 1985
- Phyllotreta striolata Fabricius, 1803
- Phyllotreta temperei Doguet, 1974
- Phyllotreta tetrastigma Comolli, 1837
- Phyllotreta ubsunurica Medvedev, 1980
- Phyllotreta undulata Kutschera, 1860
- Phyllotreta utanula Smith, 1985
- Phyllotreta variipennis Boieldieu, 1859
- Phyllotreta vilis Weise, 1888
- Phyllotreta vittula Redtenbacher, 1849
- Phyllotreta weiseana Jacobson, 1901
- Phyllotreta yoffei Furth, 1979
- Phyllotreta zerchei Döberl, 1998
- Phyllotreta zerchei Doberl, 1998
- Phyllotreta ziegleri Lohse, 1980
- Phyllotreta ziegleri Lohse, 1980
- Phyllotreta zimmermanni Crotch, 1873